# Ciclo con generador de gas (cohete)

Ciclo con generador de gas de un cohete. Parte del combustible y el oxidante se quema por separado para impulsar las bombas y después se expulsa. La mayoría de motores cohete utilizan el combustible para refrigerar la tobera.

El ciclo con generador de gas es un ciclo de motor cohete donde se quema parte de los propergoles en una pequeña cámara de combustión, llamada generador de gas, que produce gas caliente que se expulsan al exterior a través de una turbina. Esta turbina impulsa la bomba de alimentación. Como se expulsa parte del propelente a baja presión, este ciclo también se conoce como ciclo abierto. Existe una variante en que el gas se produce por descomposición catalítica de los propergoles muy utilizado en los primeros misiles. Otra variante emplea el gas generado por un combustible sólido.
El ciclo con generador de gas presenta varias ventajas respecto a la opción más extendida, la combustión escalonada. Los gases de la turbina del generador de gas no deben oponerse a la contrapresión de la inyección en la cámara de combustión. Esto permite que la turbina genere más potencia y aumente la presión del propergol y la cámara de combustión. Lo cual incrementando el impulso específico o eficiencia del motor. Como la presión de trabajo es menor también se reduce el desgaste de la turbina, lo que aumenta la fiabilidad, reduce el coste de producción e incrementa su vida útil (algo especialmente importante para los cohetes reutilizables).
El inconveniente principal es la pérdida de eficiencia debido al propergol expulsado a baja presión que no genera empuje. Aunque la eficacia del motor aumenta por kilogramo quemado dentro de la cámara como parte de los propergoles no generan impulso el empuje por kilogramo transportado disminuye. Y en general, los motores de ciclo con generador de gas suelen tener un impulso específico global menor que los de combustión escalonada.
En la mayoría de motores de cohetes criogénicos, no solo en el ciclo con generador de gas, se utiliza parte del combustible para refrigerar la tobera y la cámara de combustión. Los materiales conocidos hoy en día no pueden resistir por sí solos las temperaturas extremas que se dan durante los procesos de combustión en los cohetes. La refrigeración permite utilizar los motores durante un período más largo con la tecnología de materiales actual. Si la cámara de combustión y la tobera no fueran refrigeradas, el motor acabaría fallando catastróficamente.
Son ejemplos de motor de ciclo con generado de gas los motores Merlin (SpaceX), Vulcain (Snecma Moteur), J-2X (de los cohetes Ares I y Ares V cancelados), TEPREL-C (del cohete Miura 5).

## Otros ciclos de motor cohete
- Ciclo de tanque presurizado
- Ciclo expansor
- Combustión escalonada